# Masia amb elements decoratius modernistes
La Masia amb elements decoratius modernistes és una obra de Torrelles de Llobregat (Baix Llobregat) inclosa a l'Inventari del Patrimoni Arquitectònic de Catalunya.

## Descripció
Mas de planta rectangular i coberta a doble vessant i de teules. Té planta baixa i un pis i les finestres es reparteixen fent escala al mateix ritme del desnivell del terreny. La forma de les finestres i de la porta estan remarcats amb maó i rajola. La façana està rematada per una barana balustrada que només té una funció decorativa, doncs no hi ha cap terrassa. És una masia que a principis d'aquest segle es, va reformar amb detalls modernistes només a la façana principal.